# 메건 갈라퍼
메건 갤러거(Megan Gallagher, 1960년 2월 6일 ~ )는 미국의 배우이다.
레딩에서 태어났다.

## 출연 작품
- 앰브런스 (1990)
- Breaking Free (1995)
- Ripple (1995) - 단편
- 크로스컷 (1996, Crosscut)
- 죽음의 실레니움 (1999, Lethal Vows)
- 에볼라 바이러스 (2001, Contagion)
- 엽기 캠퍼스 (2002)
- Inhabited (2003)
- Homeland Security (2004)
- 미스터 & 미세스 스미스 (2005)
- Alyce Kills (2011) - 지니 역
- 겟 어 잡 (2016)

### 텔레비전
- Champagne Charlie (1989)
- ER (1996)
- 밀레니엄 (1996)
- Life as We Know It (2004)
- 제7의 천국 (2006)